# Lake Lewis
Lake Lewis är en sjö i Australien. Den ligger i territoriet Northern Territory, omkring 1 200 kilometer söder om territoriets huvudstad Darwin. Lake Lewis ligger 551 meter över havet. Arean är 124 kvadratkilometer. Den sträcker sig 22,8 kilometer i nord-sydlig riktning, och 29,9 kilometer i öst-västlig riktning.
Omgivningarna runt Lake Lewis är i huvudsak ett öppet busklandskap. Trakten runt Lake Lewis är nära nog obefolkad, med mindre än två invånare per kvadratkilometer. Genomsnittlig årsnederbörd är 388 millimeter. Den regnigaste månaden är januari, med i genomsnitt 91 mm nederbörd, och den torraste är augusti, med 1 mm nederbörd.